# 양손잡이

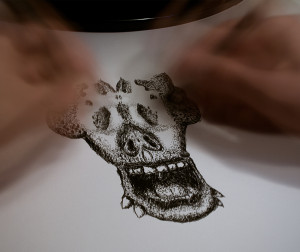

양손잡이(영어: ambidexterity)는 양쪽 손 모두를 자유로이 사용하는 사람을 말한다. 0.1% 가량으로 극소수의 비율이다. 나머지 비율 등은 왼손잡이, 오른손잡이이다.
왼손잡이는 전 세계 인구의 약 10%정도이며, 왼손잡이가 환경으로 인한 필기방향, 도구사용, 예절 등으로 불가피하게 오른손을 사용하여 왼손잡이가 딴손잡이 형태로 교정되는 경우는 있으나, 오른손잡이는 쉽지가 않다. 이로 인해 오른손도 사용하는 왼손잡이를 양손잡이라고 생각하는 경우가 있으나, 양손잡이는 극소수의 비율이다.
딴손잡이와 비슷하다고 여기지만, 양손잡이는 드문 예이고 딴손잡이는 왼손잡이가 어떤 도구를 사용할 때 오른손을 쓰는 것을 말한다. 예를 들어 오른손잡이가 공을 던질 때 왼손을 사용하는 경우이다.  양손잡이는 오른손과 왼손을 다양하게 사용하지만, 딴손잡이는 왼손잡이나 오른손잡이가 주된 손이 아닌 손으로 한두 가지 특정한 기능만 수행하는 경우를 의미한다.

## 같이 보기
- 스위치히터
- 오른손잡이
- 왼손잡이
- 딴손잡이
- 손쓰임